# Petar Bajalović
Petar Bajalović (en serbe cyrillique : Петар Бајаловић ; né le 27 mai 1876 à Šabac et mort le 14 avril 1947 à Belgrade), était un architecte serbe. Il fut un des représentants du modernisme architectural en Serbie.
Petar Bajalović a enseigné à la Faculté technique de l'université de Belgrade, dans le département d'architecture. Sa fille, Jelena Bajalović y a suivi ses cours et est devenue à son tour architecte.

## Quelques œuvres

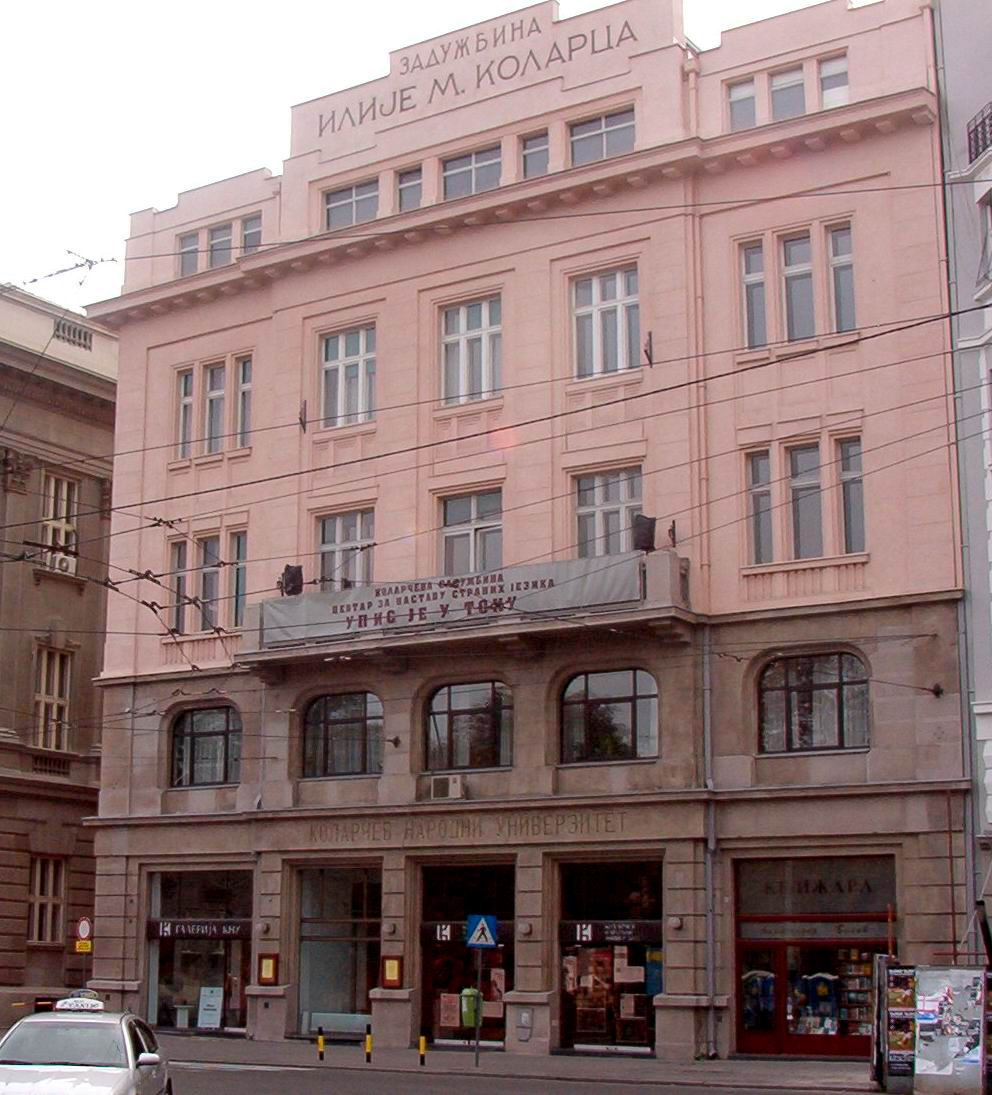
L'université Ilija Kolarac à Belgrade, œuvre de Petar Bajalović

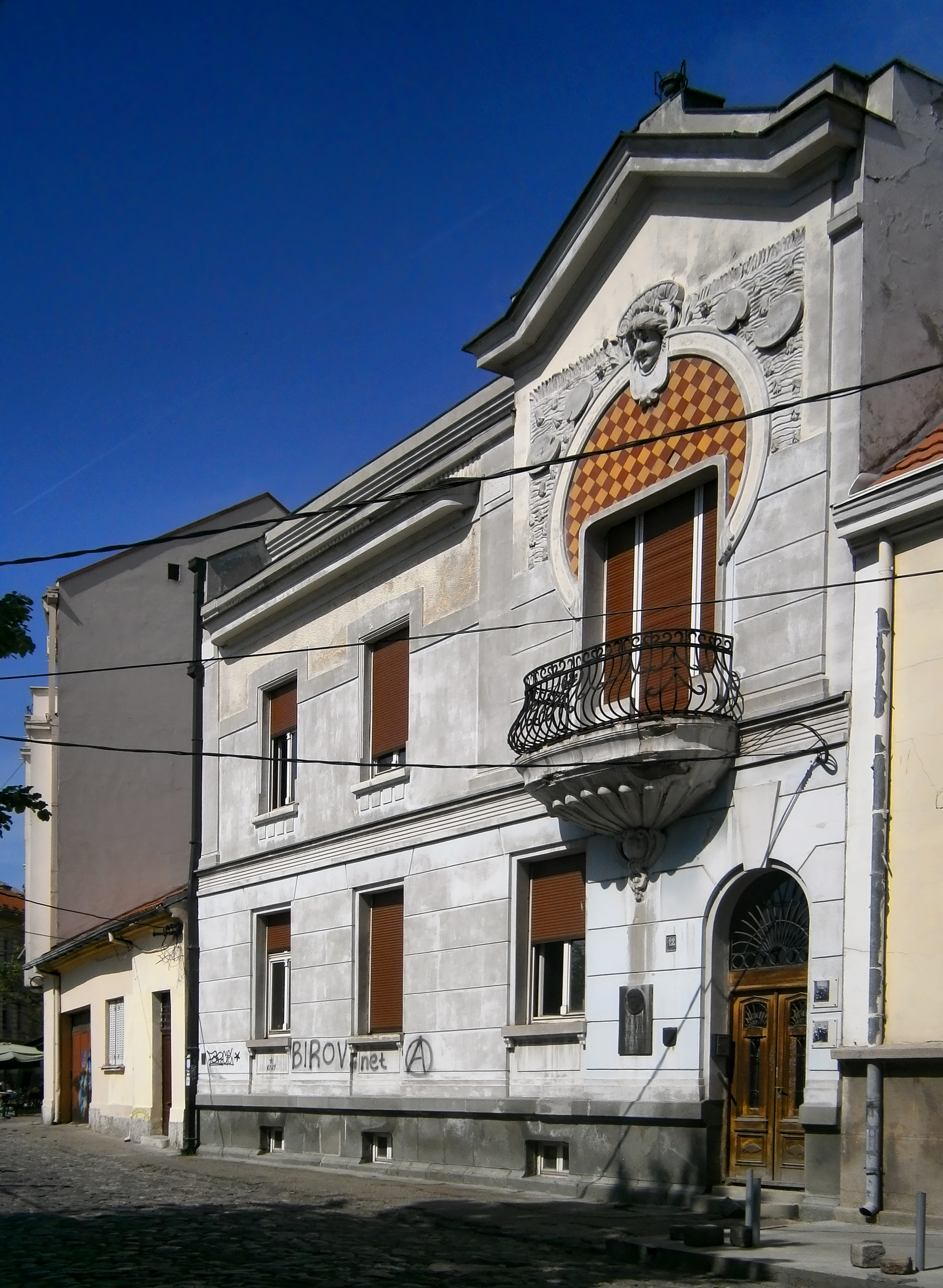
La maison de Mika Alas

- la maison de Leona Panajot (31 rue Francuska, à Belgrade), construite en 1908, caractéristique de l'Art nouveau et aujourd'hui classée[3] ;
- la maison de Mika Alas (22 Kosančićev venac à Belgrade), construite en 1910 pour le mathématicien Mihailo Petrović Alas (1868-1943) ; la maison, elle aussi influencée par l'Art nouveau, est aujourd'hui inscrite sur la liste des monuments culturels protégés de la république de Serbie[4] et sur la liste des biens culturels protégés de la ville de Belgrade[5]
- l'école de musique Stanković (1 rue Kneza Miloša à Belgrade) a été rénovée par Petar Bajalović en 1913-1914 ; elle est aujourd'hui classée[6].
- la maison de Saint-Sava à Belgrade (13 rue Cara Dušana), a été modifiée par Petar Bajalović en 1923 à partir de la construction conçue par Jovan Ilkić ; le bâtiment est classé Monument historique[7].
- le bâtiment de l'association Saint-Sava à Belgrade (11 rue Cara Dušana), construit en 1924 sur des plans de 1914, de style académique avec une décoration historicisante, il est classé Monument historique[8].
- l'Université Ilija Kolarac (5 Studentski trg) à Belgrade, 1932 ; elle est inscrite sur la liste des biens culturels de la ville de Belgrade[9].
- 1937-1940 : la faculté de droit de l'université de Belgrade[10].

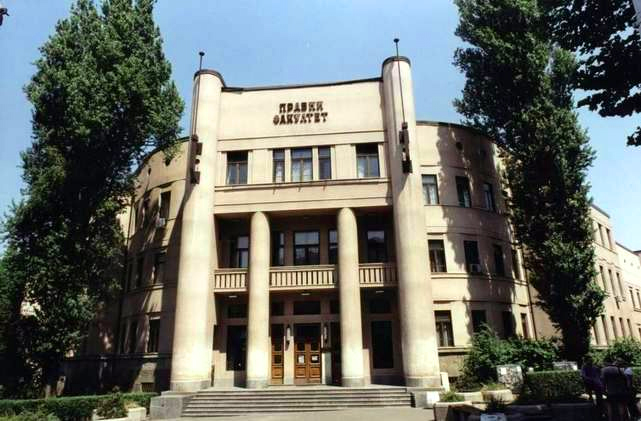
La Faculté de droit de l'université de Belgrade